# واژه‌نامه کالبدشناسی ماهیچه

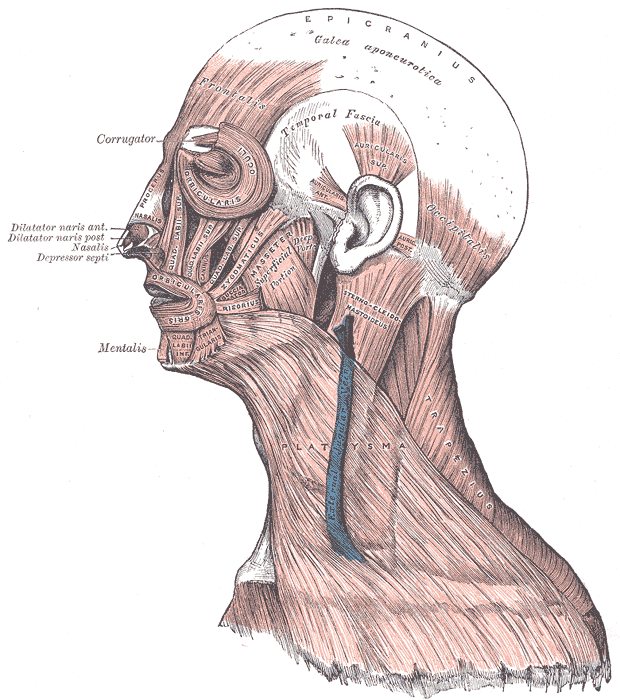
کالبدشناسی ماهیچه

واژه‌نامه کالبدشناسی ماهیچه (به انگلیسی: Anatomical terms of muscle)، برای توصیف منحصربه‌فرد جنبه‌های ماهیچه‌های اسکلتی، ماهیچه‌های قلبی و عضلات صاف مانند عمل‌کرد، ساختار، اندازه و مکان آن‌ها استفاده می‌شود.